# Закан
Закан — река в России, протекает по территории Карачаево-Черкесии. Устье реки находится в 82 км по левому берегу реки Большая Лаба. Длина реки — 16 км, площадь водосборного бассейна — 104 км². На реке стоят одноимённые посёлок и горная вершина.

## Данные водного реестра
По данным государственного водного реестра России относится к Кубанскому бассейновому округу, водохозяйственный участок реки — Лаба от истока до впадения реки Чамлык. Речной бассейн реки — Кубань.
Код объекта в государственном водном реестре — 06020000712108100003441.